# Light of Day (festival)
Il Light of Day è un festival itinerante che tocca l'America del Nord e l'Europa che si svolge dal 2000 organizzato dall'omonima fondazione che ha come fine la raccolta di fondi a favore della ricerca e dell'aiuto a persone sofferenti della malattia di Parkinson.
Le origini dell'iniziativa risalgono alla festa svoltasi nel 1998 al Downtown Café di Red Bank (New Jersey) per il quarantesimo compleanno del manager discografico Bob Benjamin ammalato da circa due anni, in cui vennero raccolsero fondi in suo favore. Il nome proviene dall'omonima canzone scritta da Bruce Springsteen che ha dato il titolo al film del 1987 con protagonista Michael J. Fox.
Il primo concerto avvenne nel 2000 nel club Stone Pony di Asbury Park nel New Jersey dall'iniziativa dei fratelli Benjamin e Tony Pallagrosi.
Nel 2003, lo stesso Michael J. Fox, a cui in precedenza fu diagnosticata la malattia, ha partecipato al festival salendo sul palco con Grushecky, Springsteen e Benjamin.
Sempre nel 2003 fu pubblicato un album doppio tributo a Springsteen composto da 37 brani.
Nel 2014 Bruce Springsteen è ritornato sul palco del festival con un concerto a Asbury Park con spalla Joe Grushecky and the Houserockers.
Tra gli artisti maggiormente coinvolti nella diffusione dell'iniziativa si possono citare Willie Nile, Joe Grushecky e Joe D'Urso, in Italia il cantautore Andrea Parodi. Hanno partecipato tra gli altri: Springsteen (in 8 edizioni), Garland Jeffreys, Jakob Dylan, John Cafferty, Jesse Malin, Israel Nash Gripka, Marah, Alejandro Escovedo, Southside Johnny, Gary U.S. Bonds, James Maddock.